# フィリップス・ギボン
フィリップス・ギボン（英語: Phillips Gybbon、1678年10月11日 – 1762年3月11日）は、グレートブリテン王国の政治家。1707年から1762年までライ選挙区選出の庶民院議員を務めた。1749年から1762年まで、連続在任期間の最も長い現職議員だった（現代でいう議会の父）。

## 生涯

### 生い立ち
ロバート・ギボン（Robert Gybbon、1719年没）とエリザベス・フィリップス（Elizabeth Phillips、1691年没、ジョン・フィリップスの娘）の息子として、1678年10月11日に生まれた。1690年にオランダを、1694年にドイツを旅した後、同1694年にミドル・テンプルに入学した。1699年3月にケントで裁判官に就任したが、ホイッグ党を支持したため、トーリー党が政権に就くと1702年7月に裁判官を解任された。

### ステュアート朝において
同年の総選挙で自邸近くのライ選挙区からの出馬を表明したが、十分な支持を得られず、投票日までに撤退した。1705年イングランド総選挙で再び落選するも、トーリー党候補2人（フィリップ・ハーバートとエドワード・サウスウェル）が21票でホイッグ党候補2人（ギボンとチャールズ・ファッグ（Charles Fagg））が19票と僅差だったため、ギボンとファッグは選挙申し立てを提出した。1度目の申し立ては審議されなかったが、落選への補償の一環として1706年3月にケントで裁判官に復帰した。1706年12月4日に提出した2度目の申し立ては1707年1月に審議され、投票を拒否された自由市民（freeman）数名に投票権があったかどうかについてが争点となった。この申し立ても最終的には1月23日に僅差で却下されたが、11月にハーバートが海軍傷病者委員会の委員（commissioner for sick and wounded、庶民院議員と兼任できない官職）についていることが発覚したため、急遽補欠選挙が行われる運びになり、ギボンはこの補欠選挙で五港長官のジョージ・オブ・デンマークの支持を受けて無投票当選を果たした。
補欠選挙から数か月後の1708年イギリス総選挙でも五港長官の支持を受けて、同じくホイッグ党候補のサー・ジョン・ノリスとともに当選、トーリー党候補のサウスウェルとジョン・アシュバーナム閣下は選挙申し立てを提出したが、この申し立ては審議されなかった。1710年イギリス総選挙もほぼ同じ経過を辿り、五港長官（1708年に第7代ドーセット伯爵ライオネル・サックヴィルが就任）の支持を受けたギボンとノリスが29票で当選した後、トーリー党候補のサウスウェルとジョン・エリス（John Ellis、2人ともに17票）が選挙申し立てを提出した。この申し立てはギボンとノリスの29票のうち16票への異議が含まれており、1711年2月に審議されたが、庶民院選挙委員会は問題票のうち12票への異議に同意、残りの4票に同意しなかったため、結果を覆すには至らなかった。『英国議会史』によると、これはトーリー党多数の議会においてはやや意外（somewhat surprising）であった。委員会が無効とした12票は自由市民（freeman）への選出手続きが争点となっており、自由市民権を所有していないと裁定された12名のうち11名は同年8月に改めて自由市民に選出され、申し立てで挙げられた問題点が解消された。
1713年イギリス総選挙もホイッグ党候補2名（ギボンとノリス）とトーリー党候補2名（サミュエル・リン（Samuel Lynn）とジョン・チェンバレン）の対決になったが、今度はホイッグ党候補が大差（28票対9票）で勝利、リンとチェンバレンによる選挙申し立てはわずか1日で撤回された。
議会では大方の予想通りホイッグ党の一員としてふるまい、1710年にヘンリー・サシェヴェレルの弾劾を支持、1711年12月7日の「スペインなくして講和なし」の動議を支持、1714年3月18日に採決にかけられたリチャード・スティールの議会追放に反対した。ステュアート朝では同じくライ選挙区から選出された海軍軍人サー・ジョン・ノリスがスペイン継承戦争により地中海艦隊で活動することが多く、ライに関する事柄はギボンに任せられたという。

### ハノーヴァー朝
ステュアート朝における議会活動でホイッグ党員として貢献したため、ジョージ1世が即位してハノーヴァー朝が始まるとアイルランド歳入官（Commissioner of Revenue for Ireland）の1人に任命された。直後の1715年イギリス総選挙ではノリスとともに無投票で再選した。2人がライの自治体（corporation）のパトロンになったため、2人は1749年にノリスが、1762年にギボンが死去するまで1議席ずつ指名することとなった。これはギボンが野党に転じた時期においても同じだった（後述）。
ジョージ1世の治世（1714年 – 1727年）初期においては与党派ホイッグ党の一員として活動、1719年の貴族法案以外は常に与党側で投票した。1722年イギリス総選挙の後に庶民院特権及び選挙委員会（Committee of Privileges and Elections）の議長に選出され、1726年にアイルランド歳入官から測量長官に転じた。1725年に元大法官初代マクルズフィールド伯爵トマス・パーカーの弾劾を主導した後、野党に転じたため、1727年イギリス総選挙の後は特権及び選挙委員会の議長に再任しなかった。これに伴いウィリアム・パルトニーの支持者になり、サミュエル・サンズと第4代準男爵サー・ジョン・ラッシュアウトに接近したが、1730年の内閣改造（第2代タウンゼンド子爵チャールズ・タウンゼンドの辞任に伴うウォルポール内閣成立）にあたって測量長官を解任された。以降1733年に消費税法案に反対するなど野党として行動したが、ライでは与党派ホイッグ党の初代ニューカッスル公爵トマス・ペラム＝ホールズと自治体のパイプ役を務め、サセックスにおける税関官職の就任者を推薦した。
1742年初に首相ロバート・ウォルポールが辞任すると、パルトニーら野党派が政権を握り、初代ウィルミントン伯爵スペンサー・コンプトンが首相（第一大蔵卿）に就任するとともにギボン、サンズ、ラッシュアウトも下級大蔵卿（Lord of Treasury）に就任した。大蔵卿委員会の定員が5名だったため、ギボン、サンズ、ラッシュアウトの3人は採決の結果を操ることができ、ウィルミントンは名目上の第一大蔵卿でしかなかった。1743年にウィルミントンが死去してヘンリー・ペラムが首相に就任すると、サンズとラッシュアウトは下級大蔵卿を解任されたが、ギボンはウォルポールが「道理をわきまえた」（reasonable）と評していることもあって一旦は留任、1744年末の第2代グランヴィル伯爵ジョン・カートレット解任に伴いギボンも解任された。

### 晩年
1747年イギリス総選挙の後、王太子フレデリック・ルイスを支持するようになり、王太子が即位した暁には下級大蔵卿への任命が内定されたが、王太子が即位しないまま1751年に死去すると首相ペラムと和解した。1754年イギリス総選挙と1761年イギリス総選挙でもニューカッスル公爵の支持により無投票で当選したが、1754年以降の演説と投票の記録はなく、1761年7月には健康の悪化が報じられた。
1762年3月12日に死去した。死の直前に娘婿フィリップ・ジョドレル（Philip Jodrell）を後任の議員にするようニューカッスル公爵と初代ハードウィック伯爵フィリップ・ヨークに求めたが、失敗に終わり、ジョン・ノリス（海軍軍人サー・ジョン・ノリスの孫にあたる）が無投票で当選している。ギボンが父より継承していたロルヴェンデンのホール・パーク（Hole Park）は娘が継承し、その娘は1775年に死去するまでホール・パークに居住した。

## 家族
キャサリン・ビア（Catherine Bier、1733年没、オナー・ビアの娘）と結婚して、3女（うち2女は父に先立って死去）をもうけた。
- 娘（1775年没） - フィリップ・ジョドレル（Philip Jodrell、1775年以前没）と結婚[8]